# Рихвал
Рихвал (пол. Rychwał) — місто в центрально-західній Польщі.

## Демографія
Демографічна структура станом на 31 березня 2011 року:
|          | Загалом | Допрацездатний вік | Працездатний вік | Постпрацездатний вік |
| -------- | ------- | ------------------ | ---------------- | -------------------- |
| Чоловіки | 1167    | 266                | 823              | 78                   |
| Жінки    | 1211    | 238                | 751              | 222                  |
| Разом    | 2378    | 504                | 1574             | 300                  |